# Robert H. Hatton

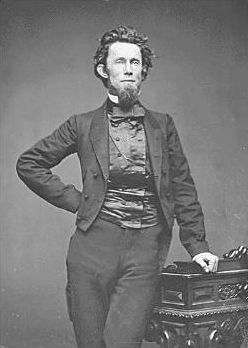
Robert H. Hatton

Robert Hopkins Hatton (* 2. November 1826 in Steubenville, Ohio; † 31. Mai 1862 bei Richmond Virginia) war ein US-amerikanischer Politiker. Zwischen 1859 und 1861 vertrat er den Bundesstaat Tennessee im US-Repräsentantenhaus.

## Werdegang
Noch in seiner Kindheit kam Robert Hatton mit seinen Eltern nach Tennessee, wo er die öffentlichen Schulen besuchte. Später studierte er bis 1847 an der Cumberland University in Lebanon. In den Jahren 1849 und 1850 war er Lehrer an der Woodland Academy in Tennessee. Nach einem Jurastudium an der Cumberland University und seiner im Jahr 1850 erfolgten Zulassung als Rechtsanwalt begann er in Lebanon in seinem neuen Beruf zu arbeiten. Von 1854 bis zu seinem Tod war er Kurator der Cumberland University.
Politisch war Hatton Mitglied der kurzlebigen Opposition Party. Zwischen 1855 und 1857 saß er als Abgeordneter im Repräsentantenhaus von Tennessee. 1857 kandidierte er erfolglos für das Amt des Gouverneurs von Tennessee, wobei er dem Demokraten Isham G. Harris mit 46:54 Prozent der Stimmen unterlag. Bei den Kongresswahlen des Jahres 1858 wurde Hatton im fünften Wahlbezirk von Tennessee in das US-Repräsentantenhaus in Washington, D.C. gewählt, wo er am 4. März 1859 die Nachfolge von Charles Ready antrat. Bis zum 3. März 1861 konnte er eine Legislaturperiode im Kongress absolvieren. Diese war von den Ereignissen im unmittelbaren Vorfeld des Bürgerkrieges geprägt. Im Kongress war Hatton Vorsitzender des Ausschusses zur Kontrolle der Ausgaben des Marineministeriums. Hatton war ursprünglich gegen den Austritt seines Staates aus der Union, schloss sich aber dann doch der Sezession an.
Zu Beginn des Bürgerkrieges wurde Robert Hatton Oberst einer Infanterieeinheit aus Tennessee im Heer der Konföderation. Am 23. Mai 1862 wurde er zum Brigadegeneral  ernannt. Wenige Tage später fiel er in der Schlacht von Seven Pines in der Nähe von Richmond. Nach einer Zwischenbestattung wurde er, als der Krieg beendet war, in Lebanon beigesetzt.